# Shamir
Shamir Bailey (Las Vegas, 7 de noviembre de 1994) es un cantante y compositor estadounidense. Nacido y criado en Las Vegas. Shamir desde muy joven se interesó en hacer música, influenciado por una tía compositora; aprendió a tocar la guitarra con nueve años. A los dieciséis formó un dúo con una amiga, pero se disolvió. En 2013, después de graduarse en la escuela secundaria, envió unos demos al dueño del sello Godmode, y al quedar encantado, firmó un contrato con Shamir. En junio de 2014 se publicó su extended play (EP) debut, Northtown, que contó con elogios de parte de los críticos.
En octubre firmó con XL Recordings y lanzó «On the Regular», posteriormente en mayo de 2015, puso en venta su álbum de estudio debut, Ratchet.

## Biografía y carrera musical

### 1994-2012: primeros años de vida
Shamir nació el 7 de noviembre de 1994 en Las Vegas, Nevada, Estados Unidos; creció en North Las Vegas. Tiene una hermana gemela. Shamir fue criado como musulmán, y frecuente miraba a Louis Farrakhan, líder de Nación del Islam, en la televisión. A los siete años, influenciado por una tía compositora, se interesó en hacer música, y dos años después, su madre le compró una guitarra Epiphone, con la cual aprendió a tocar el instrumento solo, aunque sosteniéndolo al revés. Él creció escuchando a Outkast, Groove Theory y Nina Simone en la casa, y a su vez se apasionó con la música country.
Shamir recuerda que la primera vez que cantó en público fue en segundo grado; una canción titulada «Emotional Rollercoaster» de la intérprete de soul Vivian Green. Llevó a cabo varias puesta en escenas en competencias de música country. A los dieciséis años formó un dúo con su amiga Christina Thompson; él tocaba la guitarrista y Thompson la batería. En ese entonces tomó como referencia musical el estilo punk de las Vivian Girls. Ellos llegaron actuar en SXSW y se hacían llamar Anorexia; pero, el dúo se disolvió luego de sufrir problemas en vivo. Aparte de sus actividades musicales, Shamir trabajó en una tienda Topshop.

### 2013-2015: inicios de su carrera y elogios de los críticos
En octubre de 2013, poco tiempo después de haberse graduado en la escuela secundaria, envió unos demos a Nick Sylvester, jefe de la compañía discográfica independiente Godmode, y este al quedar encantado, le propuso un contrato discográfico a Shamir. Según Sylvester la maqueta «era algo así como un R&B "Yeezus"». Shamir viajó a Nueva York y grabó  su extended play (EP) debut Northtown, que se publicó el junio de 2014 a través de Godmode, producido por Sylvester. Consta de los temas «If It Wasn't True», «I Know It's a Good Thing», «Sometimes a Man», «I'll Never Be Able to Love» y «Lived and Died Alone», una versión de la artista de country Lindi Ortega. El nombre del EP rinde honor a la parte de la ciudad de Las Vegas donde Shamir fue criado. «If It Wasn't True» se lanzó como su sencillo dubut a principios de febrero de 2014.
En octubre de 2014, cambió de sello al firmar un acuerdo de grabación con el sello XL Recordings, y publicó «On the Regular» a finales del mismo mes. El reportero Jason Lamphier, de Out, la cataloga como una «canción pegadiza», y a su vez sostiene que es «un encantador autorretrato y un dedo medio juguetón para sus enemigos». A finales de 2014, Shamir figuró entre los candidatos al Sound of 2015, sin quedar entre los primeros cinco finalistas de la encuesta. En marzo de 2015, salió al mercado «Call It Off» como sencillo principal para su álbum de estudio debut. El elepé debut de Shamir, Ratchet, se lanzó el 18 y 19 de mayo de 2015 en el Reino Unido y los Estados Unidos respectivamente; tras su publicación el artista recibió elogios de parte de los críticos, sobre todo por la voz. La revista Spin lo ubicó en el primer lugar de «los veinticinco mejores álbumes pop de 2015».
A mediados de 2015 Shamir se embarcó en su primera gira musical por Norteamérica y Europa para promocionar Ratchet; durante su recorrido visitó ciudades de Canadá, Estados Unidos y Reino Unido, entre otras.
En 2015, Shamir salió del armario como persona no binaria (concretamente como agénero) y declaró no tener orientación sexual: «para aquellas personas que no paran de preguntarme: no tengo género, no tengo sexualidad y me importa una mierda». Usa pronombres de cualquier género.

## Arte

### Influencias
Desde muy joven fue inducido en la música country por un amigo de Texas; pero luego el género lo agobió. Asimismo se aficionó con Nina Simone, mayormente por su voz. Según el mismo cantante, Ari Up es su vocalista favorito en el mundo, y que le gustan «voces únicas como Billie Holiday, Joanna Newsom». Para su dúo tomó como referencia el estilo punk de las Vivian Girls, a quien considera su banda favorita. Él también ha sido influenciado por las bandas Velvet Underground y Beach Boys. En una entrevista para Pitchfork afirmó que admiraba a Tegan and Sara «porque todos y cada uno de sus álbumes suenan diferentes», y también se refirió a Beck como una de sus referencias musicales. Lathan Ryan , de PopMatters, escribió que «Ratchet parece encontrar inspiración en los sonidos de Hercules and Love Affair, Frankie Knuckles, Grace Jones, y Prince más que en el hip-house que hace Azealia Banks».

### Estilo musical y voz
Shamir, desde su infancia y adolescencia ha sido influenciado por diversos estilos como el country, soul, blues, punk, entre otros. Al iniciar su carrera musical, empezó a experimentar con nuevos géneros como la electrónica, disco y house, al respecto Crawford Anwen, de The New Yorker, comenta que: «es demasiado joven para ser verdaderamente nostálgico de géneros que estaban más allá de la moda antes de su nacimiento». Vogue escribió que  «If It Wasn't True», «recuerda los clásicos de los años 80 de Janet Jackson y Prince».
Su voz ha sido comparada con la de Michael Jackson por varios críticos especializados. Según Partridge Kenneth de Billboard, Shamir tiene una voz de contratenor.

## Discografía

### Álbumes de estudio
| Fecha de lanzamiento   | Título      | Ventas         | Lista musical |
| Fecha de lanzamiento   | Título      | Estados Unidos | EUA           |
| ---------------------- | ----------- | -------------- | ------------- |
| 18 de mayo de 2015     | Ratchet     | —              | —             |
| 17 de abril de 2017    | Hope        | —              | —             |
| 3 de noviembre de 2017 | Revelations | —              | —             |

#### EP
| Fecha de lanzamiento | Título |                    |           |  |
| -------------------- | ------ | ------------------ | --------- |  |
| Fecha de lanzamiento | Título | 6 de junio de 2014 | Northtown |  |

## Giras musicales
Telonero
- 2015: Marina and the Diamonds - Neon Nature Tour
- 2016: Troye Sivan - Blue Neighbourhood Tour

## Premios y nominaciones
| Año  | Premiación              | Categoría            | Nominado | Resultado | Ref.   |
| ---- | ----------------------- | -------------------- | -------- | --------- | ------ |
| 2015 | BBC                     | Sound of 2015        | Shamir   | Nominado  |        |
| 2015 | MTV Europe Music Awards | Mejor Actuación Push | Shamir   | Nominado  | [ 17 ] |